# Mahmoud Wahid
Mahmoud Wahid (Ismailía, 19 de junio de 1994) es un futbolista egipcio que juega en la demarcación de lateral izquierdo para el Smouha SC de la Liga Premier de Egipto.

## Selección nacional
Tras jugar en las categorías inferiores de la selección, finalmente hizo su debut con la selección de fútbol de Egipto el 7 de noviembre de 2019 en un encuentro amistoso contra Liberia que finalizó con un resultado de 1-0 a favor del combinado egipcio tras el gol de Hamdy Fathy.

## Clubes
| Club                             | País   | Año       | Partidos | Goles |
| -------------------------------- | ------ | --------- | -------- | ----- |
| Ismaily SC                       | Egipto | 2011-2012 | 6        | 0     |
| ENPPI SC                         | Egipto | 2012-2013 | 0        | 0     |
| Telephonat Beni Suef SC (cedido) | Egipto | 2013-2014 | 12       | 0     |
| Misr Lel Makkasa SC              | Egipto | 2015-2019 | 77       | 5     |
| Al Ahly SC                       | Egipto | 2019-2022 | 42       | 0     |
| Tala'ea El Gaish SC (cedido)     | Egipto | 2022-2023 | 6        | 0     |
| Smouha SC                        | Egipto | 2023-     | 14       | 0     |